# Gilles Fauconnier
Pour les articles homonymes, voir Fauconnier.
Gilles Fauconnier (né le 19 août 1944 et mort le 3 février 2021) est un linguiste français, chercheur et auteur en science cognitive. Il fut professeur à l'Université de Californie à San Diego (UCSD), au département de Science cognitive.

## Biographie
Influencé par Oswald Ducrot, il a été à l'origine de la théorie des espaces mentaux (mental spaces). Par la suite, avec la collaboration avec Mark Turner, il a fait évoluer cette théorie sous le nom d'intégration conceptuelle (conceptual integration, ou conceptual blending) ; cette théorie rejoint par certains aspects les vues de Ronald Langacker et de George Lakoff.

## Ouvrages publiés
Parmi les ouvrages publiés par Gilles Fauconnier, on peut citer :
- Espaces mentaux : Aspects de la construction du sens dans les langues naturelles, Les Éditions de Minuit, 1984  (ISBN 2-7073-0664-9)
- Mental spaces: Aspects of meaning construction in natural language (traduction du précédent)
- The Way We Think: Conceptual Blending and the Mind's Hidden Complexities (avec Mark Turner)
- Amalgama Concettuale (avec Mark Turner)
- Mappings in Thought and Language

## Espaces mentaux
La théorie des espaces mentaux correspond à celle des mondes possibles en philosophie. La principale différence entre un espace mental et un monde possible est qu'un espace mental ne prétend pas constituer une représentation fidèle de la réalité, mais un modèle cognitif idéalisé.

## Sources
- (en) Cet article est partiellement ou en totalité issu de l’article de Wikipédia en anglais intitulé « Gilles Fauconnier » (voir la liste des auteurs).